# Ray Yeung

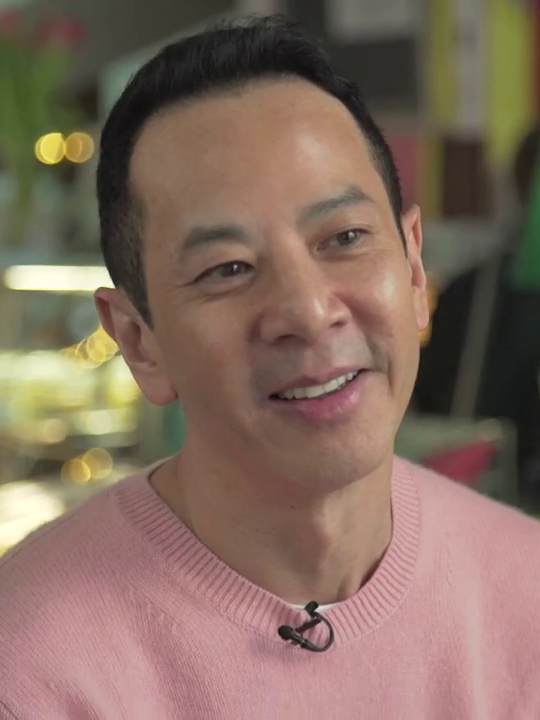
Ray Yeung 2020

Raymond „Ray“ Yeung Yaw-kae (chinesisch 楊曜愷, Pinyin Yáng Yàokǎi, Yale Yeung4 Yiu6 Hoi2; * in Hongkong) ist ein Hongkonger Regisseur und Drehbuchautor. In seinen Filmen zeigt er bevorzugt das Leben homosexueller asiatischer Männer.

## Leben und Karriere
Yeung wuchs in Hongkong auf. Im Alter von 13 Jahren kam er auf ein britisches Internat in der Nähe von London. Nach dem Abschluss der Schule studierte Yeung in London Rechtswissenschaft und arbeitete für zwei Jahre als Anwalt. Danach wechselte er zum Fernsehen, bis er 1996 nach Hongkong zurückkehrte und dort in der Werbebranche arbeitete. Schließlich wandte er sich dem Kulturbetrieb zu. Er verfasste die Drehbücher zu den Theaterstücken Banana Skin und The Third Sex, die in London und Hongkong aufgeführt wurden und bei denen er auch Regie führte. Außerdem drehte er erste Kurzfilme. Im Jahr 2000 half Yeung, selbst homosexuell, dabei, das Hong Kong Lesbian and Gay Film Festival wiederzubeleben, dessen Vorsitzender er seitdem ist.
Den ersten Spielfilm legte Yeung 2005 mit Cut Sleeve Boys vor, einer in London angesiedelten romantischen Komödie über zwei homosexuelle chinesisch-britische Männer. Der Film wurde beim International Film Festival Rotterdam präsentiert. Während er weitere Kurzfilme drehte, zog Yeung nach New York und machte dort 2013 seinen MFA-Abschluss an der Columbia University. Im Anschluss drehte Yeung seinen zweiten Spielfilm Front Cover, eine kulturell belastete Liebesgeschichte zwischen einem sinoamerikanischen Stylisten und einem chinesischen Schauspieler, die sich in New York abspielt. Der Film feierte seine Premiere beim Seattle International Film Festival 2015.
Seit 2015 lebt Yeung außerhalb von Hongkong. Für seinen dritten Spielfilm kehrte er auch erzählerisch in die Stadt seiner Kindheit zurück: In Suk Suk geht es um die Beziehung zweier älterer Männer, die ihre Homosexualität vor ihren Familien verbergen, aufbauend auf das dokumentarische Buch Oral Histories of Older Gay Men in Hong Kong von Travis S.K. Kong, Professor an der Hong Kong University. Der Film wurde erstmals beim Busan International Film Festival 2019 gezeigt. Suk Suk ist Yeungs erster Film ganz auf Kantonesisch. Beim Hong Kong Film Critics Society Award wurde er als bester Film ausgezeichnet. Er wurde auch in der Panorama-Sektion der Berlinale 2020 gezeigt.
Yeung nennt Yasujirō Ozu und Stanley Kwan als Inspirationsquellen für sein filmisches Schaffen.

## Filmografie
- 1998: Yellow Fever (Kurzfilm)
- 2005: Cut Sleeve Boys
- 2009: Doggy … Doggy (Kurzfilm)
- 2011: Derek & Lucas (Kurzfilm)
- 2012: Entwine (Kurzfilm)
- 2015: Paper Wrap Fire (Kurzfilm)
- 2015: Front Cover
- 2019: Suk Suk
- 2024: All Shall Be Well

## Nominierungen (Auswahl)
| Jahr | Preis                                 | Kategorie               | Werk    | Ergebnis                            |
| ---- | ------------------------------------- | ----------------------- | ------- | ----------------------------------- |
| 2019 | Golden Horse Awards                   | Bestes Originaldrehbuch | Suk Suk | Nominiert                           |
| 2020 | Hong Kong Film Awards                 | Beste Regie             | Suk Suk | Nominiert                           |
| 2020 | Hong Kong Film Awards                 | Bestes Drehbuch         | Suk Suk | Nominiert                           |
| 2020 | Hong Kong Screenwriters’ Guild Awards | Bestes Drehbuch         | Suk Suk | Gewonnen (ex aequo mit Better Days) |
| 2020 | Hong Kong Film Critics Society Award  | Beste Regie             | Suk Suk | Nominiert                           |
| 2020 | Hong Kong Film Critics Society Award  | Bestes Drehbuch         | Suk Suk | Nominiert                           |

## Belege
1. 1 2 3 4  Vivienne Chow: Director of film on gay Chinese takes aim at British stereotypes. In: South China Morning Post. 7. April 2006, abgerufen am 24. August 2021 (englisch).
2. ↑  Garrett Dee: Interview: Front Cover Director Ray Yeung. In: New Bloom Magazine. 28. September 2016, abgerufen am 24. August 2021 (englisch).
3. ↑  Elizabeth Kerr: Ray Yeung Brings Queer Representation to Hong Kong’s Screens. In: Zolima CityMag. 4. Dezember 2019, abgerufen am 20. November 2021 (englisch).
4. 1 2 3 4 5  Felix Van Kann: ‘Twilight’s Kiss,’ a Film by Alumnus Ray Yeung ’13 Distributed by Strand Releasing. Columbia – School of the Arts, 31. Juli 2020, abgerufen am 24. August 2021 (englisch).
5. ↑  Skins a slick parody of HK. In: South China Morning Post. 20. Januar 1994, abgerufen am 24. August 2021 (englisch).
6. ↑  Carissa Law: The HK Filmmaker Fighting for LGBT+Representation. In: Hive Life Magazine. 11. November 2020, abgerufen am 24. August 2021 (englisch).
7. ↑  Richard Lord: Hong Kong filmmaker Ray Yeung’s new film, Front Cover, is a story about fitting in and identity. In: South China Morning Post. 17. September 2015, abgerufen am 24. August 2021 (englisch).
8. 1 2  Marko Stojiljković: Interview with the director Ray Yeung and the actors Tai-Bo, Ben Yuen and Patra Au. In: Asian Movie Pulse. 28. März 2020, abgerufen am 24. August 2021 (englisch).
9. ↑  Edmund Lee: Gay drama Suk Suk named 2019’s best Hong Kong film by critics. In: South China Morning Post. 20. Januar 2020, abgerufen am 24. August 2021 (englisch).
10. ↑  Suk Suk. Teddy Award, abgerufen am 21. November 2021.
11. ↑  Wilson Kwong: Berlinale 2020: Interview With SUK SUK Director Ray Yeung. In: Film Inquiry. 10. März 2020, abgerufen am 24. August 2021 (englisch).
12. ↑  Nominees & Winners 2019. Taipei Golden Horse Film Festival, abgerufen am 21. November 2021 (chinesisch (Taiwan)).
13. ↑  Nomination and Awardees list of The 39th Hong Kong Film Awards. Hong Kong Film Awards, abgerufen am 21. November 2021.
14. ↑  Hong Kong Screenwriters' Guild Awards (2020). In: IMDb. Abgerufen am 21. November 2021.
15. ↑  Hong Kong Film Critics Society Awards (2020). In: IMDb. Abgerufen am 21. November 2021.

| Personendaten    | Personendaten                                                                                                |
| ---------------- | --- |
| NAME             | Yeung, Ray                                                                                                   |
| ALTERNATIVNAMEN  | Yeung, Raymond (vollständiger Name); Yeung, Yaw-kae (chinesisch); 楊曜愷 (chinesisch); Yáng, Yàokǎi (Pinyin) |
| KURZBESCHREIBUNG | Hongkonger Regisseur und Drehbuchautor                                                                       |
| GEBURTSDATUM     | 20. Jahrhundert                                                                                              |
| GEBURTSORT       | Hongkong |